# Praso
För andra betydelser, se Praso (olika betydelser).
Praso är en ort och frazione i kommunen Valdaone i provinsen Trento i regionen Trentino-Sydtyrolen i Italien. 
Praso upphörde som kommun den 1 januari 2015 och bildade med de tidigare kommunerna Bersone och Daone den nya kommunen Valdaone. Den tidigare kommunen hade 328 invånare (2014).